# Gordaplaat

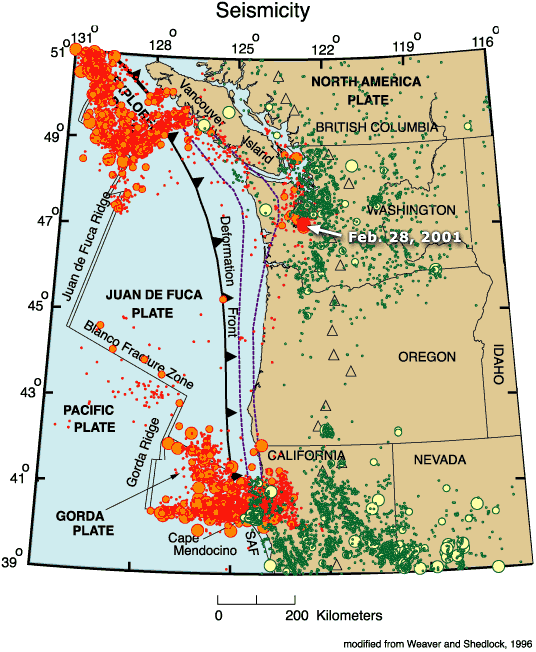
Plaattektonische kaart van het kustgebied voor de noordwestelijke V.S., waarop de ligging van de Juan de Fucaplaat en de Gordaplaat te zien is.

De Gordaplaat (Engels: Gorda Plate) is een kleine tektonische plaat bestaande uit oceanische lithosfeer voor de kust van noordelijk Californië. Het is net als de verder naar het noorden liggende Juan de Fucaplaat een overblijfsel van de Farallonplaat, die vrijwel geheel onder de westelijke rand van Noord-Amerika gesubduceerd is. De Gordaplaat wordt soms beschouwd als het zuidelijke gedeelte van de Juan de Fucaplaat, maar in andere gevallen als een aparte plaat beschouwd.
De Gordaplaat ligt ingeklemd tussen de Noord-Amerikaanse en Pacifische platen en ondervindt als gevolg van tektonische spanningen veel interne deformatie. Dit uit zich in aardbevingen met epicentra voor de kust van Noord-Amerika. In 1980 bijvoorbeeld vond er een aardbeving met magnitude 7,2 plaats 50 km voor de kust bij het Californische Trinidad, die voor 1,75 miljoen US$ aan schade veroorzaakte.
De oostelijke rand van de plaat vormt een convergente plaatgrens met Noord-Amerika, de zuidelijke rand is een transforme plaatgrens met de Pacifische Plaat en vormt het verlengde van de San Andreasbreuk verder naar het zuiden. De westelijke rand is een divergente plaatgrens met de Pacifische Plaat en wordt de Gorda Ridge genoemd. In het noorden heeft de Gordaplaat een korte transforme plaatgrens met de Juan de Fucaplaat.
Het subduceren van de Gordaplaat veroorzaakt het vulkanisme in de Cascade Range, een vulkanisch gebergte evenwijdig aan de Noord-Amerikaanse kust.